# 多爾博
多爾博（1643年2月20日—1673年2月7日），滿洲愛新覺羅氏。清太祖努爾哈赤之孫、豫通親王多鐸第五子，母继福晋博尔济吉特氏，睿忠親王多爾袞嗣子。
生于崇德八年正月初二日亥時。順治七年（1650年）十二月，多爾袞逝世。多爾袞無子，多爾博過繼給多爾袞為其嗣子，承继睿親王爵位，俸視諸王三倍，朝廷下詔留護近侍蘇克薩哈、詹岱為議政大臣。順治八年（1651年）二月，清世祖以謀篡大位、獨斷專行、迫害其兄豪格及其子嗣、納豪格福晉等罪，下詔削去多爾袞位爵，撤去太廟供享，並罷孝烈武皇后謚號及太廟供享，黜去多爾袞宗室資格，籍沒財產入官，多爾博歸宗為多鐸子嗣。順治十四年（1657年），封多爾博為貝勒。康熙十一年十二月二十一日（1673年2月7日）未時，多爾博逝世。
乾隆四十三年（1778年），清高宗以多爾袞被人誣蔑且於開國有功，復任多爾袞為睿親王，追封謚號為「忠」，配享太廟。依親王園寢制，修其塋墓，令太常寺春秋致祭。其爵世襲罔替。下詔多爾博仍為多爾袞後嗣，命令其子孫淳穎仍襲睿親王。

## 家族

### 妻妾
- 嫡福晋伊尔根觉罗氏，法喀之女
- 庶福晋马氏，马喇之女
- 庶福晋刘氏，伯鲁之女
- 庶福晋王氏，辙格之女

### 子女
- 长子鄂尔博，生母庶福晋马氏
- 次子追封和硕睿亲王苏尔发，生母庶福晋刘氏
- 第三子苏尔达，生母庶福晋王氏